# 納瓦托城 (新墨西哥州)
納瓦托城（英語：Navajo City）是位於美國新墨西哥州里奧阿里巴縣的非建制地區。

## 地理
納瓦托城所處的海拔為高於海平面1884米（即6181英呎），而該地所採用的時區為UTC-7，即北美山地时区（MST）。同時該地設有夏令時間，為UTC-7調快一小時，即UTC-6（MDT）。